# ゲオルクスマリーエンヒュッテ
ゲオルクスマリーエンヒュッテ (ドイツ語: Georgsmarienhütte, [ɡeɔrksmaˈriːənhʏtə]) は、ドイツ連邦共和国ニーダーザクセン州オスナブリュック郡南西部の市である。この街の最も重要な建造文化財は、現在のエゼーデ市区にあった旧エゼーデ修道院の12世紀に建設された旧修道院教会である。

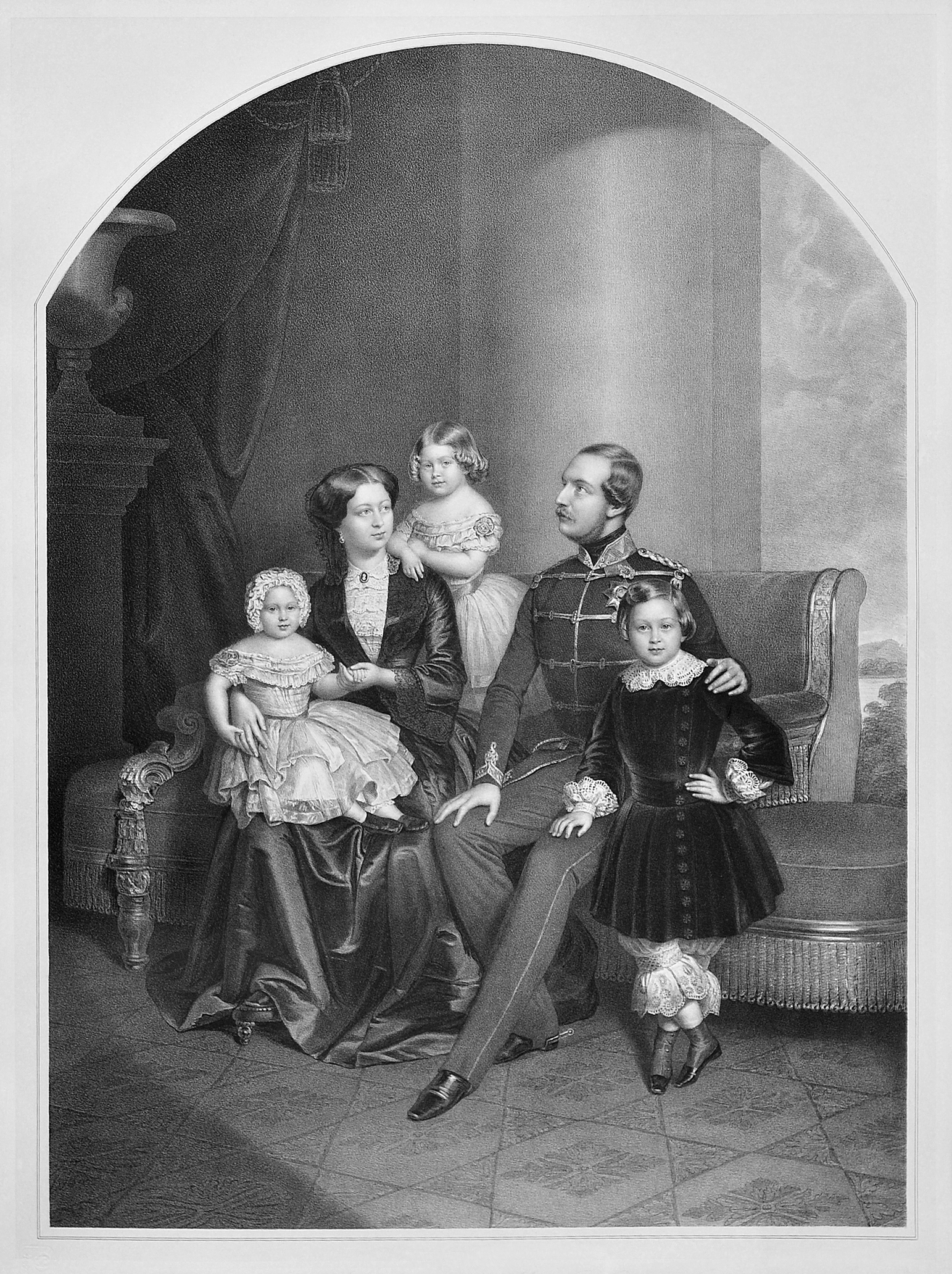
ハノーファー王ゲオルク5世、マリー王妃とその子供たち。この国王夫妻の名前がゲオルクスマリーエンヒュッテの地名の由来となった

## 地理

### 位置
この「緑の街」は、北のオスナブリュックと南のトイトブルクの森との間のオスナブリュッカー・ラントに位置している。バート・イーブルクとの境界にあたる南の市境上に、トイトブルクの森のニーダーザクセン部分で最も高い331メートルのデーレンベルクがある。ゲオルクスマリーエンヒュッテは、自然環境上はオスナブリュック丘陵に位置する。

### 隣接する市町村
ゲオルクスマリーエンヒュッテは、北から時計回りに以下の市町村と境を接している: オスナブリュック、ビッセンドルフ、ヒルター・アム・トイトブルガー・ヴァルト、バート・イーブルク、ハーゲン・アム・トイトブルガー・ヴァルト、ハスベルゲン（以上、郡独立市のオスナブリュックを除きいずれもオスナブリュック郡）。

### 市の構成
以下の表に各市区の面積と人口を示す。数値は2008年12月31日現在のものである。
| 市区                                                            | 市区                                    | 人口（人） | 面積 (in km2) | 人口密度 (人/km2) |
| --------------------------------------------------------------- | --------------------------------------- | ---------- | ------------- | ----------------- |
| アルト＝ゲオルクスマリーエンヒュッテン （マールベルゲンを含む） | Alt-Georgsmarienhütte (inkl. Malbergen) | 7,671      | 9.86          | 778               |
| ハールダーベルク                                                | Harderberg                              | 2,927      | 7.84          | 373               |
| ホルステン＝ミュントルプ                                        | Holsten-Mündrup                         | 728        | 5.73          | 127               |
| ホルツハウゼン                                                  | Holzhausen                              | 4,660      | 4.26          | 1,094             |
| クロスター・エゼーデ                                            | Kloster Oesede                          | 4,470      | 13.02         | 343               |
| エゼーデ （ドレーパーを含む）                                   | Oesede (inkl. Dröper)                   | 12,096     | 14.70         | 823               |

- 各市区の人口、面積は2016年7月1日現在の数値である。

## 歴史

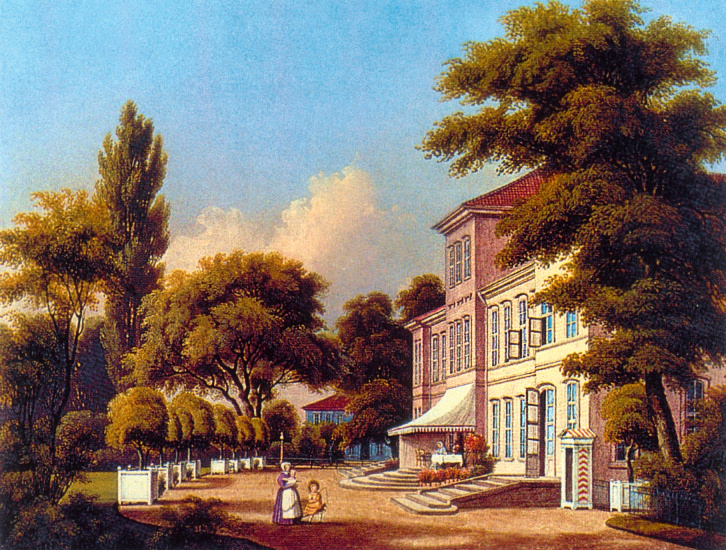
1846年のモントブリラント城

ゲオルクス＝マリーエン採鉱・精練協会は1856年にマールベルゲンに製鉄所を建設した。名前の由来はハノーファー王国最後の国王ゲオルク5世とマリー王妃にちなんだものである。この製鉄所に附属する労働者集落から1860年にゲオルクスマリーエンヒュッテが自治体として成立した。数年後には空間的に拡張したため、1937年にマールベルゲンが合併した。かつては独立した自治体であったマールベルゲンはこれ以後ゲオルクスマリーエンヒュッテの一地区となった。1970年に農村であったエゼーデ、クロスター・エゼーデ、ハールダーベルク、ホルステン＝ミュントルプ、ホルツハウゼン南部と工業の町ゲオルクスマリーエンヒュッテが合併して、新たな自治体ゲオルクスマリーエンヒュッテとなった。この町は1970年9月19日に都市権を授けられた。これ以後この町は「緑の工業都市」と称している。製鉄所が衰退して以後は単に「緑の街」と称するようになった。
1925年までゲオルクスマリーエンヒュッテにはモントブリラント城が建っていた。この城は18世紀にハノーファー王の離宮として建設された。その後城は、製鉄所管理者のための住居として改築された。1925年に製鉄所の拡張に伴って取り壊された。かつての城はシュロス通り（Schloß = 城館）という名にその名残を留めている。

## 住民

### 宗教
ゲオルクスマリーエンヒュッテには以下の教会と、それに属する教会組織が存在している。

#### ローマ＝カトリック教会
本市には以下のカトリック教会がある。

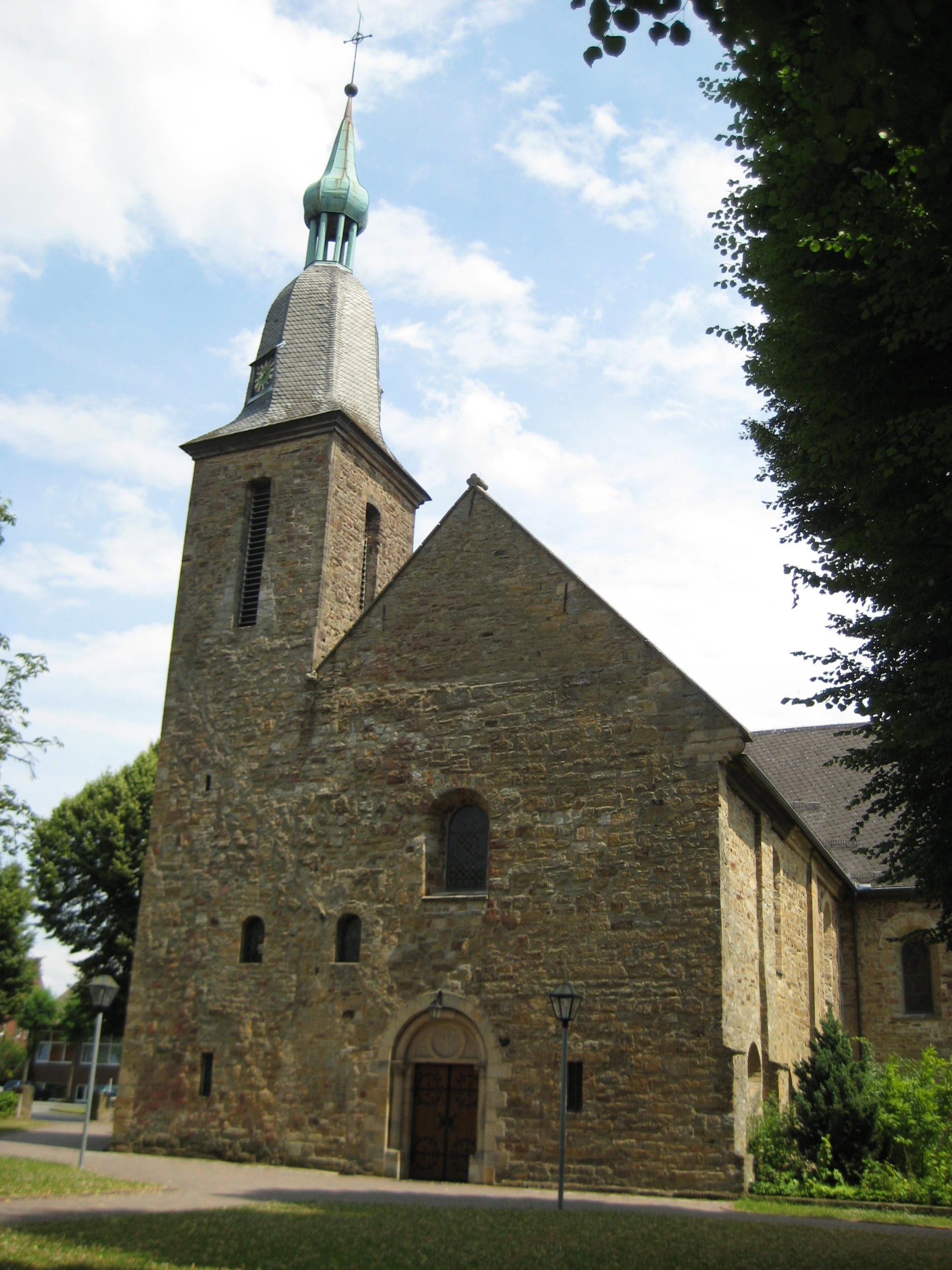
旧エゼーデ修道院の修道院教会であった聖ヨハネ教会

- ヘルツ＝イェズ教会（アルト＝ゲオルクスマリーエンヒュッテ）
- パドヴァの聖アントニウス教会（クロスター・エゼーデ）
- 聖ペテロおよびパウロ教会（ゲオルクスマリーエンヒュッテ＝エゼーデ）
- 聖霊教会（ゲオルクスマリーエンヒュッテ＝エゼーデ）
- マリア・フリーデン教会（ハールダーベルク）
- 聖ヨハネ/聖マリア教会（クロスター・エゼーデ）

ヘルツ・イェズ教会とパドヴァの聖アントニウス教会は、2009年2月からゲオルクスマリーエンヒュッテ西教区組織を形成している。聖ペテロおよびパウロ教会、聖霊教会、聖マリア・フリーデン教会から形成されたゲオルクスマリーエンヒュッテ東教区組織は2009年5月から聖ヨハネ/聖マリア教会組織を取り込んで拡大した。このように、本市には2つのカトリック聖職者チームが存在している。それぞれ聖ペテロおよびパウロ教会とパドヴァの聖アントニウス教会に指導的立場の司祭がおり、多くの聖職者、宗教・組織担当者や教会活動従事者を擁している。
ホルステン＝ミュントルプ市区のカトリック信者は、ビッセンドルフのカトリック・ディオニシウス教会組織に属している。

#### 福音主義教会

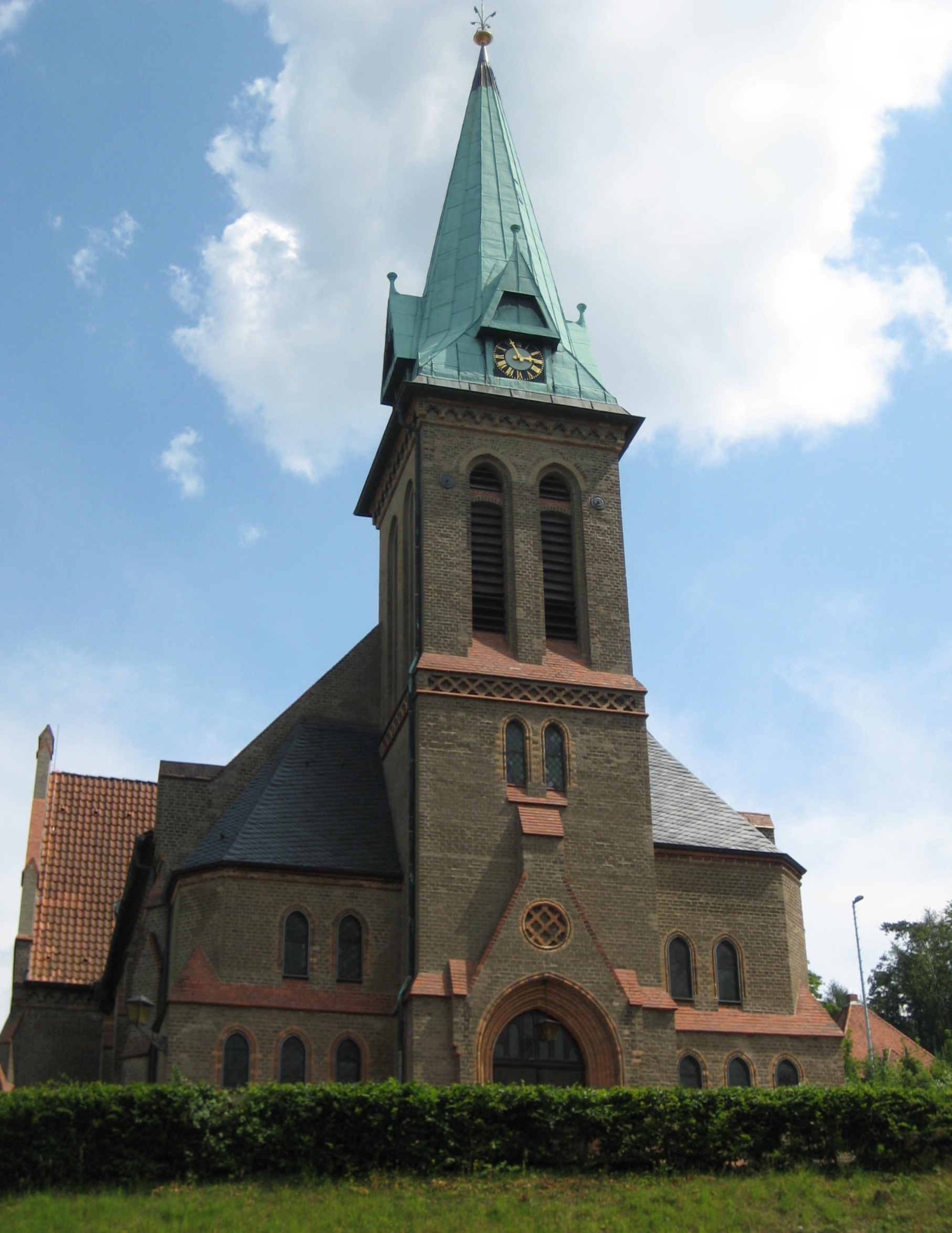
ルター教会

本市には、以下の福音主義ルター派教会が存在する。
- ルター教会（アルト＝ゲオルクスマリーエンヒュッテ）
- ケーニヒ＝クリストゥス教会（エゼーデ）
- 復活教会（クロスター・エゼーデ）

本市の福音主義教会組織は2009年から、聖職者共同体や組織プロジェクトで共同して活動を行っている。
ホルツハウゼン市区の福音主義ルター派信者はオスナブリュック＝ズットハウゼンの使徒教会に属している。
本市の福音主義改革派教会信者は、オスナブリュックの福音主義改革派教会に属している。

#### その他
- アポステル＝エンゲルアウフ教会: エゼーデ、2014年12月以降宗教法人指定を解除されている。ディッセン＝バート・ローテンフェルデの組織に属す新使徒派教会（ドイツ語版、英語版）。
- Fatih-モスク: DITIB傘下のトルコ＝イスラム教会組織

### 人口推移
以下の表は、各年の12月31日時点でのゲオルクスマリーエンヒュッテの市域における人口を示している。数値は、2011年5月9日の人口調査結果に基づくニーダーザクセン州統計およびコミュニケーション技術局の研究結果である。
| 年   | 人口（人） |
| ---- | ---------- |
| 1987 | 30,789     |
| 1990 | 31,910     |
| 1995 | 32,909     |
| 2000 | 32,872     |
| 2005 | 32,536     |
| 2010 | 32,057     |
| 2011 | 32,026     |
| 2013 | 31,616     |
| 2014 | 31,543     |
| 2015 | 31,570     |

## 行政

### 議会
本市の市議会は 38議席で構成される。これに投票権を有する議長として市長が加わる。

### 姉妹都市
- エメン（オランダ、ドレンテ州）
- ラマト・ハシャロン（英語版）（イスラエル、テルアビブ地区）
- クウォツコ（ポーランド語版、英語版）（ポーランド、ドルヌィ・シロンスク県）
- レマーゲン（ドイツ、ラインラント＝プファルツ州）
- サン＝マケール＝アン＝モージュ（フランス、メーヌ＝エ＝ロワール県）2015年12月15日以降は セーヴルモワンヌ の一部

### 紋章、旗、幟
| 幟、紋章、旗 |  |
|              |  |
|              |  |

紋章の図柄: 赤地に銀色の冠を被り直立したヒョウ。
解説: この紋章は、1951年にエゼーデがニーダーザクセン州内務大臣に承認されたものである。この紋章が1970年に新たに形成されたゲオルクスマリーエンヒュッテ市に引き継がれた。この紋章はエゼーデ修道院の創設者であるエゼーデ伯の紋章をわずかに改編したものである。紋章の配色はラーヴェンスベルク伯にちなんだものである。
幟と旗も紋章と同じく認可された:「本市の旗は水平方向に3本のストライプ。その色は赤-白-赤であり、白地部分に市の紋章」という不正確な記述が基本条例でなされている。市の旗の詳細な記述は、「白地で長軸方向と沿って2本の赤いストライプが1:3:1の幅で設けられている。この地に市の紋章が描かれている」である。また、市の幟は「白地で長軸方向と沿って2本の赤いストライプが1:3:1の幅で設けられている。この地の上方寄りに市の紋章が描かれている」と規定されている。

## 文化と見所

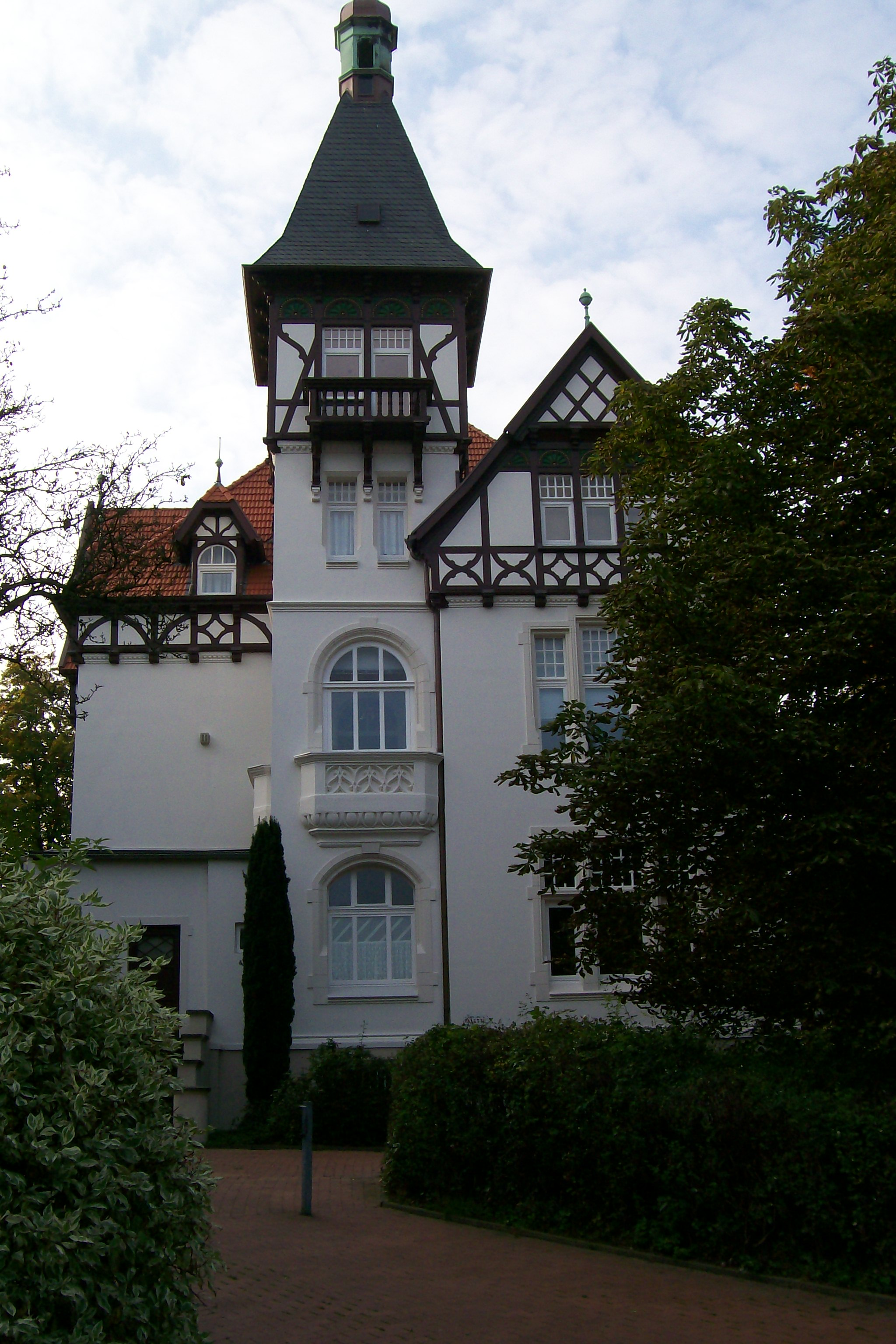
ヴィラ・シュターマー博物館

### 博物館
- ヴィラ・シュターマー市立博物館

### 演劇
- ヴァルトビューネ・クロスター・エゼーデ

### 建築
- 旧エゼーデ修道院。この修道院にちなんで地区名（クロスター・エゼーデ）が名付けられた。修道院教会がある。
- デーレンベルクのヘルマン塔。展望台は352メートルの高さにあたる。
- ランナースブリンクのヴァルス塔。ヘルマン塔と類似の建築物である。
- 企業経営者シュターマー家のユーゲントシュティル様式の屋敷。現在のヴィラ・シュターマー博物館
- オールベックのアウグスタ坑。懲罰収容所に悔恨の記念碑がある。
- ホルツハウゼンのオールベック修道院

- ヘルマン塔
- アウグスタ坑の懲罰収容所記念碑
- オールベック修道院

### スポーツ
この街では、28のスポーツクラブが伝統的なスポーツや特殊なスポーツを含め多彩なスポーツ種目を提供している。体育館、バラエティ豊かなランニングコース、数多くの運動場の他にスイミングプール（50メートルの屋外パノラマプールと屋内プール）および自然に近い水浴場であるヴァルトバートがある。ビーチバレーコート、ローラースケート場やミニゴルフ場もある。

### 音楽イベント
アルト＝ゲオルクスマリーエンヒュッテのカジーノ池にあるフォーラム・アルティヌムは、室内コンサートホールでマスターコース参加者によるコンサートを定期的に開催している。フォーラム・アルティヌムは毎年「フェスティバル・ムジカ・ヴィヴァ」という音楽祭を組織している。この音楽祭は1989年に「オスナブリュッカー・ラントの古楽の日」として創設された。会場には、オスナブリュックやその周辺の歴史的に価値のある建物が利用される。

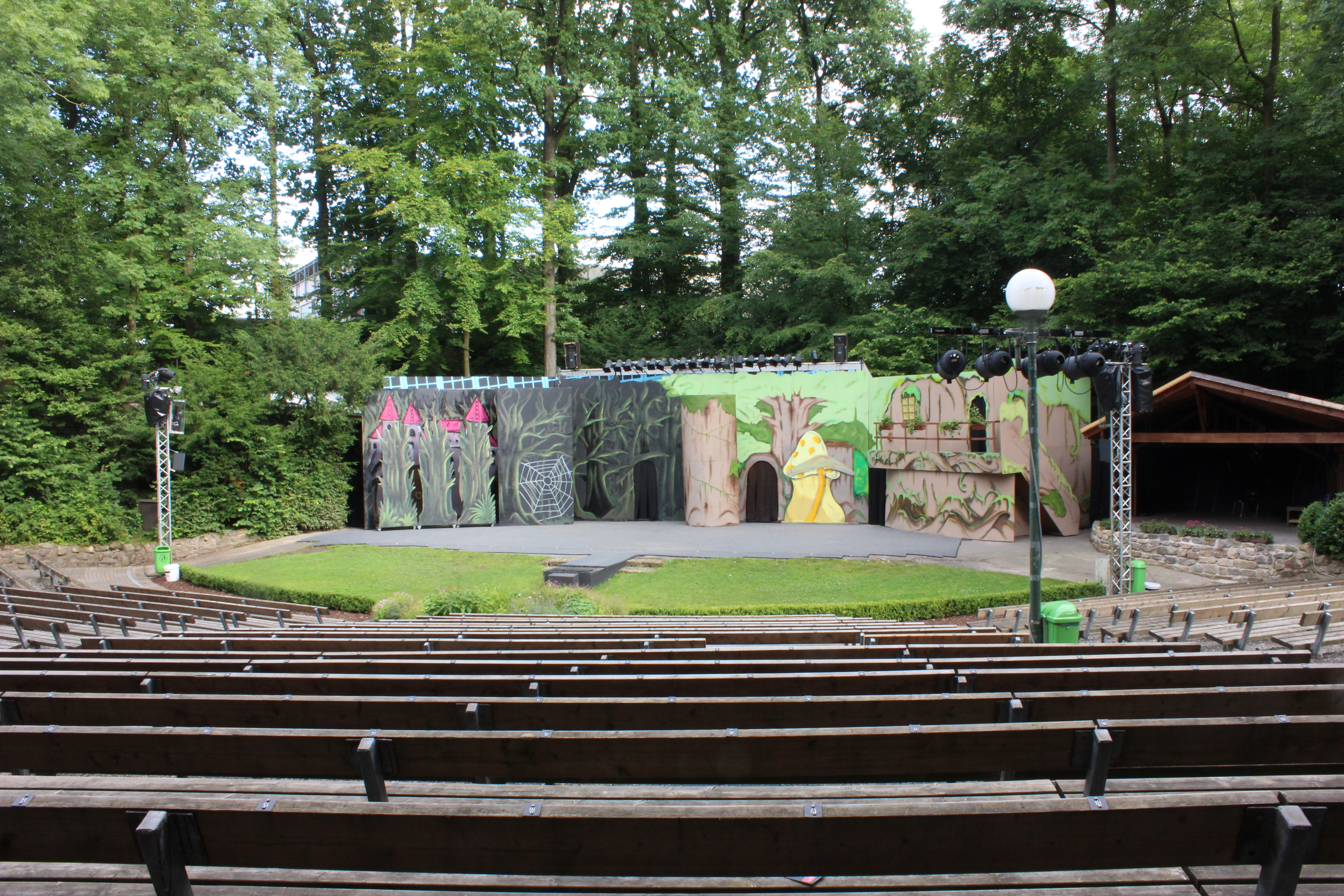
ヴァルトビューネ・クロスター・エゼーデ

毎年ハーダーベルク市区でオープン＝エア＝フェスティバル「ヒュッテ・ロックト」が開催されている。このフェスティバルには地元のローカルバンドの他に全国的に知られたバンド（たとえば、J.B.O.、ヘルツライト、シーラム114、ドゥノッツ、ジュピター・ジョーンズなど）が出演する。重点を置いている音楽分野はロックからメタルである。ヴァルトビューネ・クロスター・エゼーデは多彩な音楽プログラムの演奏会場である。

### 年中行事
- 2月: ヒュッテンゾンターク（直訳すると「精練所の日曜日」）/カーニバルのパレード
- 4月: アルト＝ゲオルクスマリーエンヒュッテのヒュッテンマルクト（直訳すると「精錬所の市」）
- 5月: シティーフェスト
- 5月: クロスター・クリップ教会祭
- 7月: 市庁舎周辺での蚤の市
- 7月: ホーリー祭
- 7月: カジーノパークフェスト
- 9月: ホルツハウゼンとエゼーデの教会祭
- 10月: クナイペンツアー
- 11月: ヒュッテンマールツァイト（直訳すると「精錬所の食事」）
- 11月末から1月初め: アイススケートリンク GMヒュッテ・オン・アイス
- 12月: クリスマスマーケット

## 経済と社会資本

### 交通

#### 道路
ゲオルクスマリーエンヒュッテは、南北に延びる連邦道 B51号線により広域自動車網に接続しており、さらに連邦アウトバーン A30号線に至る。さらにハールダーベルク市区とクロスター・エゼーデ市区にはアウトバーン A33号線のインターチェンジがあり、B68号線が南北に通っている。東西方向には州道 L95号線が走っている。

#### 鉄道
ゲオルクスマリーエンヒュッテには鉄道オスナブリュック - ビーレフェルト線 (KBS 402) のエゼーデ駅とクロスター・エゼーデ駅がある。この路線をレギオナルバーンの「ハラー・ヴィレム」が1時間ごとに運行している。この近郊旅客交通はノルトヴェストバーンによってタレントの気動車を使って最高速度 120 km/h で運行されている。
市の住宅地区指定は、隣接する市町村の駅周辺でもなされたため、ホルツハウゼン市区からはオスナブリュック＝ズットハウゼン駅行きのバスが運行しており、ブランネンハイデ住宅地からは最寄りの駅はヴェレンドルフ駅である。ハラー＝ヴィレム線の停車駅はマールベルゲン地区にもある。ゲオルクスマリーエンヒュッテ - ハスベルゲン線は、現在は貨物専用線として利用されている。この路線にはゲオルクスマリーエンヒュッテとホルツハウゼン＝パトケンホーフに駅がある。この貨物路線は鉄道ヴァンネ＝アイケル - ハンブルク線に接続しており、鉄鋼業にとって重要なオスナブリュック港への接続路線である。

#### バス
道路旅客交通としては、バート・イーブルク、バート・ラーエル、グランドルフ、ハーゲン、ヒルター＝ボルクロー、ヒルター、ディッセン、バート・ローテンフェルデ行きのローカルバスがあり、さらに10分間隔でオスナブリュック行きのバスもある。オスナブリュック郡南部のバス路線乗り換え地点として重要な停留所がエゼーデ＝ギルデハウスである。この停留所は。エゼーデ駅や商店街のエゼーダー通りに近い。また、ホルツハウゼンでは20分間隔でオスナブリュック行きのバスが運行しているが、その他の方面では一部がハーゲンおよびマールベルゲンに向かう。

#### 航空
ゲオルクスマリーエンヒュッテは、グレーヴェンのミュンスター＝オスナブリュック国際空港から約32キロメートル離れており、オスナブリュックのアッターハイデ交通飛行場から約15キロメートルの距離にある。

### 機能的位置づけ
ゲオルクスマリーエンヒュッテ市は、この地域の開発計画において、労働、住居、レクリエーション、日用品や中期的消費財に対する小売業に機能上の重点を置いた中級中心都市となっている。
労働

独立した中規模経済構造を有する経済都市として、この街の職場密度（社会保険支払い義務が生じる職場の雇用者数を人口で割ったもの）はおよそ 1 : 3 であり、失業率は低い。ゲオルクスマリーエンヒュッテ市はオスナブリュック郡の全市町村中最大の通勤者数を示す通勤者の街である。2014年の社会保険支払い義務のある労働者で、この街への通勤者は 8,984人、この街からの通勤者は 8,852人、この街に住み、この街で働く人の数は 3,994人であった。この街への通勤者 4,532人、この街からの通勤者 2,322人の相手先はオスナブリュックであった。他のオスナブリュック郡の市町村との間では、ハーゲンから 870人、ハーゲンへ 237人、ヒルターから 549人、ヒルターへ 339人、バート・イーブルクから 476人、バート・イーブルクへ 247人であった、ハスベルゲン、バート・ラーエル、バート・ローテンフェルデ、ディッセン、メレ、ビッセンドルフ、ベルムから、あるいはこれら市町村に通勤する人はそれぞれ80人から400人の間であった。
住居とレクリエーション

緑の連なりが市区を分けている。最も高いデーレンベルク (331メートル) を含むトイトブルクの森北部の丘陵地に埋め込まれたこの街は、門前にまで変化に富んだ近郊型保養地となっている。職場、住居、買い物、教育施設、スポーツ施設、文化施設が互いに近いことで、市民は生活の質を向上させるための空間と時間を獲得することができる。
小売業

上級中心都市のオスナブリュックに隣接するゲオルクスマリーエンヒュッテ市は、継続的に購買力の増加をもたらす効率の良い小売店業を有している。

### 企業

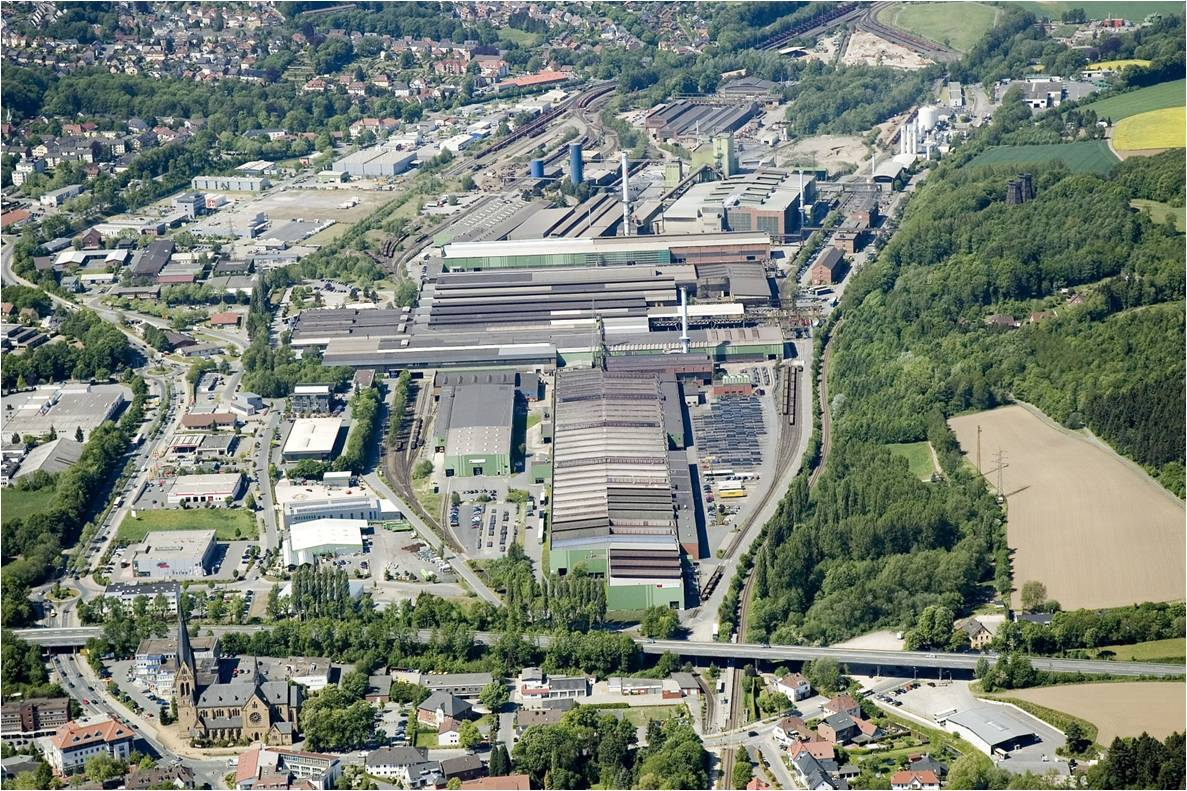
マリエンヒュッテ製鉄所

この街で最も重要な工業系企業は、ゲオルクスマリーエンヒュッテ企業グループに属すゲオルクスマリーエンヒュッテ製鉄所 GmbH である。2つの病院を運営するニールス＝ステンセン＝クリーニケン GmbH に次いで3番目に重要なのがエゼーデのマティアス・ヴィーマン家具工業 GmbH & Co. KG（ヴィーマン家具）である。中規模のハイテク企業としては、金属分析を行うための分光器を製造し、世界的に販売を行っているベレーク・スペクトロメトリー・オプト＝エレクトロニーク GmbH がある。WELPグループに属すファーミングトンス・アウトモティーヴェ GmbH はゲオルクスマリーエンヒュッテとヴォルフスブルクに事業所を有する自動車部品メーカーである。また、同じく自動車部品メーカーのSDアウトモティーヴェもゲオルクスマリーエンヒュッテにある。jpcシャルプラッテン通信販売会社 mbH は、メディアの販売だけでなく、ゲオルクスマリーエンヒュッテに本社を置き、2015年にグラミー賞を受賞した音楽レーベル cpo を有している。長い伝統を持つ企業としては、オルガン製作者ルートヴィヒ・ローフィングが1841年に設立したクライエンブリンク・オルガン製造がある。

### 教育
ゲオルクスマリーエンヒュッテの数多くの教育・文化機関が様々な機会を提供している。基礎課程学校や本課程学校の他に実科学校およびギムナジウム・エゼーデがある。このギムナジウムは養護学校コメニウスシューレと同じくオスナブリュック郡が運営している。ホルステン＝ミュントルプ地区には、青少年教育施設ディオニシウスハウスがある。青少年および成人のための公立美術学校であるパレッティ美術学校はゲオルクスマリーエンヒュッテ市が運営している。
成人は、市民大学コースやエゼーデのカトリック教会が運営する市民大学で学ぶことができる。ゲオルクスマリーエンヒュッテ公立図書館（教会の公共図書館）はエゼーデの本館およびホルツハウゼン、クロスター・エゼーデ、ハールダーベルク、アルト＝ゲオルクスマリーエンヒュッテ（キルヒ通りおよびヒンデンブルク通り）の分館で読書教育を行っている。フランシスコ修道会 (OFM) およびオスナブリュック司教区が運営する州内でも有名な教育機関で市民大学「ハウス・オールベック」は、ホルツハウゼンのオールベック修道院にある。ゲオルクスマリーエンヒュッテのフォーラム・アルティヌムは評価の高い音楽アカデミーであり、国際的なマスターコースである。

### 病院
本市には3つの病院が存在する。ゲオルクスマリーエンヒュッテに本社を置く教会系の病院運営法人ニールス＝ステンセン＝クリーニケン GmbH はフランツィスクス＝ホスピタル・ハーダーベルクを運営している。この病院は7つの専門診療科と救急車を有しており、主にオスナブリュック市およびオスナブリュック郡南部の患者に対応している。すぐ隣に同じ法人が運営する精神療法、精神身体医学、精神医学のマグダレーネン＝クリーニクがある。カジーノ公園に面したクリーニクム・オスナブリュックは、通常の内科医療を超えた治療を行っている。老人医学と中毒専門センターに重点を置いている。

## 人物

### 出身者

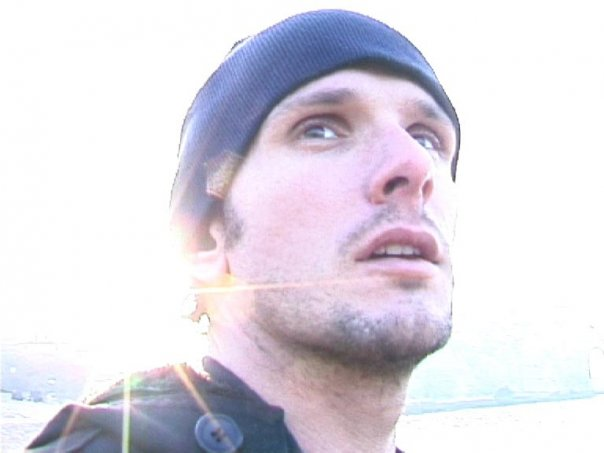
ザッシャ・ヴァイトナー

- ヴァルター・クランツ（ドイツ語版、英語版）（1884年 - 1960年）古典学者、哲学史学者
- ズザンネ・アルバース（1965年 - ）ミュンヘン工科大学計算機科学教授
- クリスティーネ・アダムス（1974年 - ）女子棒高跳選手
- ニコーレ・ブランデブーゼマイヤー（ドイツ語版、英語版）（1974年 - ）女子サッカー選手
- ダニエル・ティオーネ（1974年 - ）サッカー選手
- ザッシャ・ヴァイトナー（ドイツ語版、英語版）（1974年 - 2015年）写真家
- リヒャルト・シュピーゲルブルク（ドイツ語版、英語版）（1977年 - ）棒高跳選手、2003年世界陸上出場選手
- ジルケ・シュピーゲルブルク（ドイツ語版、英語版）（1986年 - ）女子棒高跳選手、2012年ロンドン・オリンピック 4位

### ゆかりの人物
- ハノーファー王ゲオルク5世（1819年 - 1878年）とその王妃マリー（1818年 - 1907年）1856年に設立されたゲオルクス＝マリーエン＝採鉱・精製協会の名前の由来となり、さらに本市の名称の由来ともなった。